# Eszperantó-forrás (Lillafüred)
Rovienka – Eszperantó-forrás néven van egy forrás Lillafüred –  Hámori-tó mellett. Eszperantó-forrás néven Magyarországon még legalább öt másik forrás is létezik – Nagybakónaknál kettő, Piliscsévnél, Kaposvárnál és Dombóváron, de a piliscsévi viseli legrégebb óta ezt az elnevezést. A piliscsévi forrás elnevezése egy spontán folyamatot indított el, az eszperantó forráskultuszt.

## Fekvése
Lillafüredhez közel, a Hámori-tó mellett található.
Google térképen: Eszperantó-forrás - Lillafüred, GPS 48.10886, 20.61317

## Története
Korábban Rovienka-forrás néven volt ismert. 1977-ben készült el a forrás kőfalazata.

## Turizmus
A Bükk forrásai túramozgalom is magába foglalja.

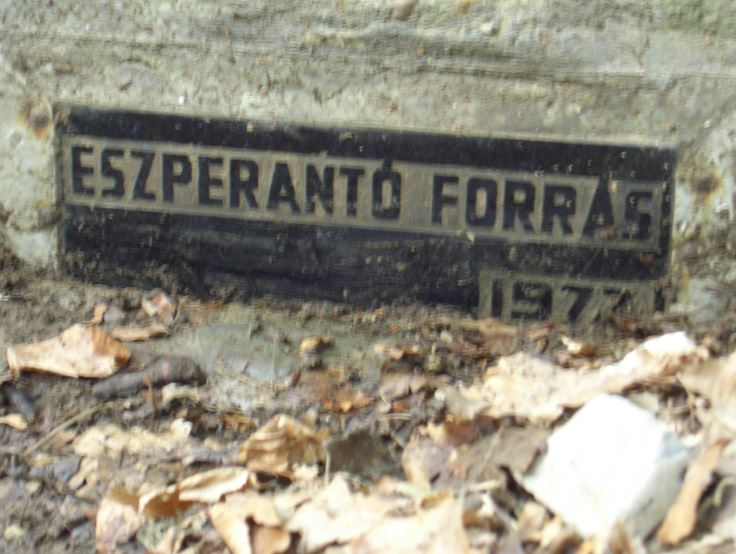
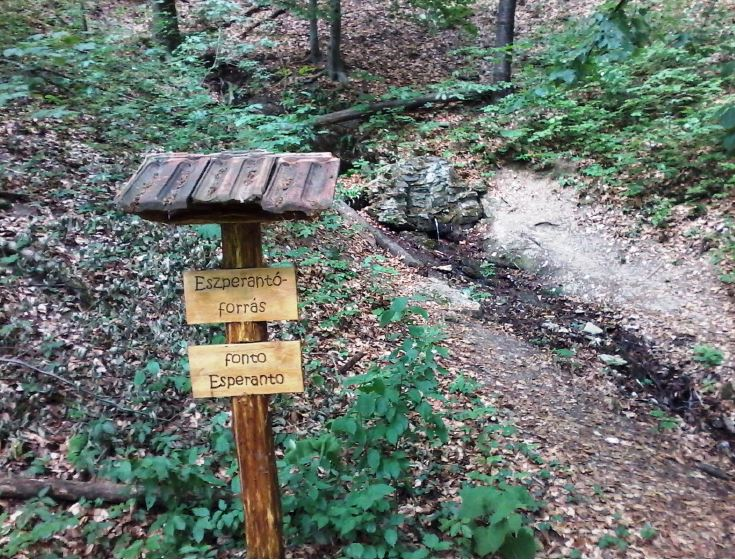
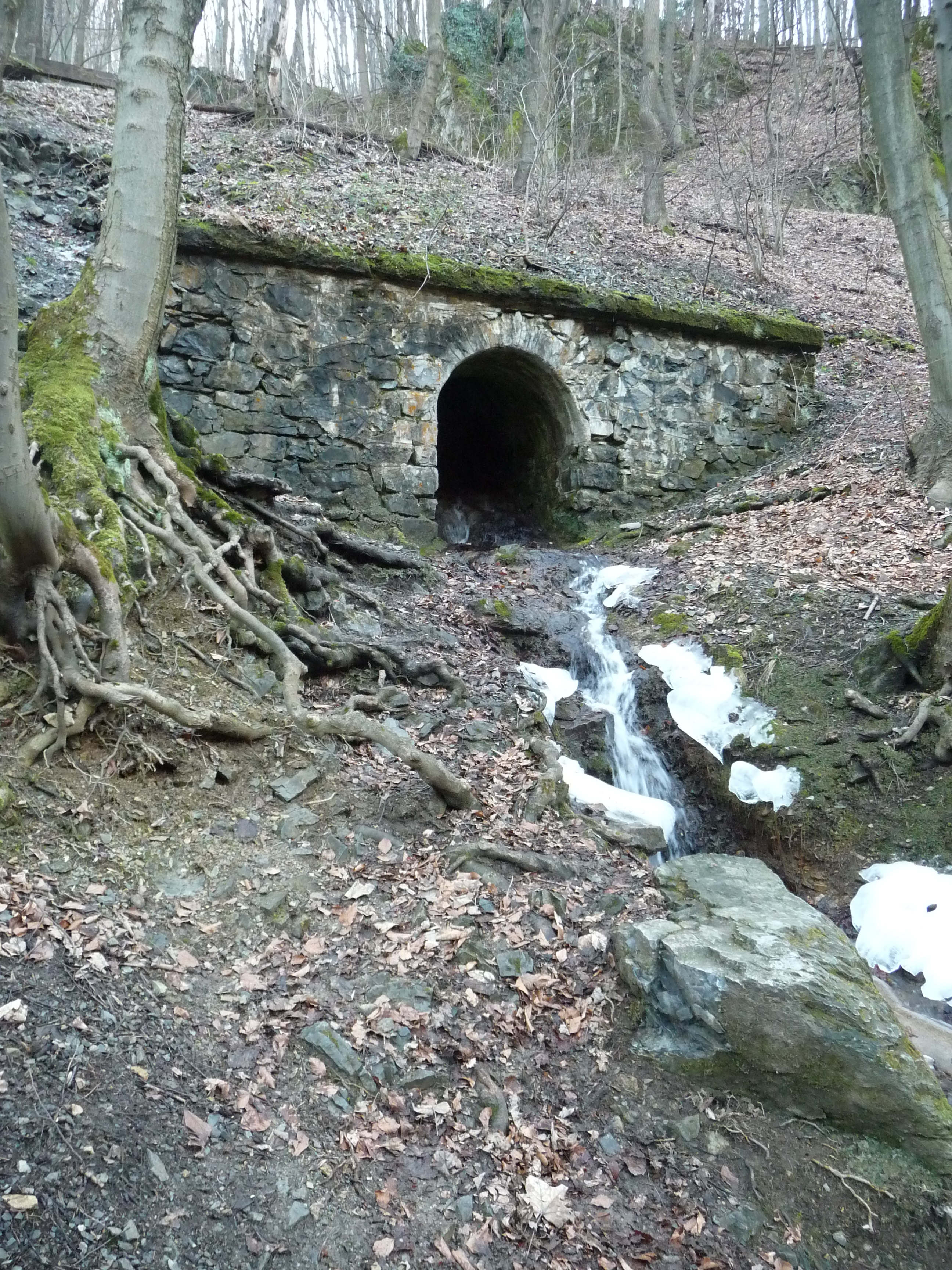
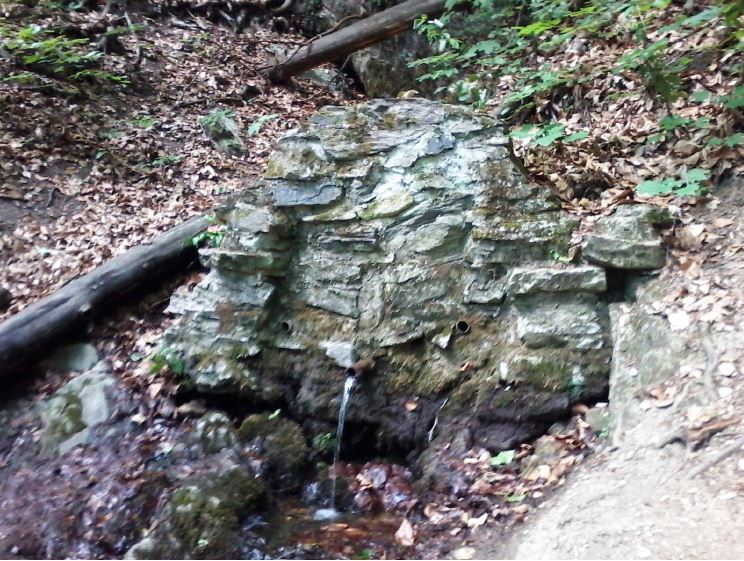
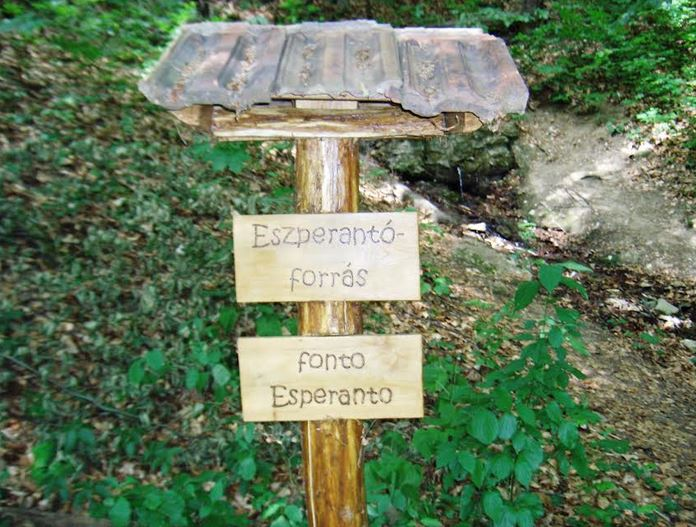

A forrás környezete: